# Okres Nyírbátor
Okres Nyírbátor (maďarsky Nyírbátori járás) je jedním ze třinácti okresů maďarské župy Szabolcs-Szatmár-Bereg. Jeho centrem je město Nyírbátor.

## Sídla
V okrese se nachází celkem 20 měst a obcí.
|    | Jméno        | Typ obce     | Obyvatelů (leden 2013) | Rozloha (km²) |
| -- | ------------ | ------------ | ---------------------- | ------------- |
| 1  | Nyírbátor    | okres. město | 12 399                 | 66,73         |
| 2  | Máriapócs    | město        | 2 155                  | 22,09         |
| 3  | Nyírlugos    | město        | 2 824                  | 58,38         |
| 4  | Nyírbéltek   | městys       | 2 990                  | 62,17         |
| 5  | Nyírbogát    | městys       | 3 143                  | 55,36         |
| 6  | Bátorliget   | vesnice      | 691                    | 33,30         |
| 7  | Encsencs     | vesnice      | 1 977                  | 31,91         |
| 8  | Kisléta      | vesnice      | 1 864                  | 22,00         |
| 9  | Nyírcsászári | vesnice      | 1 197                  | 13,23         |
| 10 | Nyírderzs    | vesnice      | 651                    | 17,01         |
| 11 | Nyírgelse    | vesnice      | 1 159                  | 27,61         |
| 12 | Nyírgyulaj   | vesnice      | 2 045                  | 35,76         |
| 13 | Nyírmihálydi | vesnice      | 2 201                  | 25,48         |
| 14 | Nyírpilis    | vesnice      | 798                    | 16,34         |
| 15 | Nyírvasvári  | vesnice      | 1 972                  | 28,43         |
| 16 | Ömböly       | vesnice      | 411                    | 30,35         |
| 17 | Penészlek    | vesnice      | 978                    | 36,92         |
| 18 | Piricse      | vesnice      | 1 810                  | 36,99         |
| 19 | Pócspetri    | vesnice      | 1 681                  | 26,37         |
| 20 | Terem        | vesnice      | 611                    | 49,51         |